# Sains-Morainvillers
Sains-Morainvillers är en kommun i departementet Oise i regionen Hauts-de-France i norra Frankrike. Kommunen ligger i kantonen Maignelay-Montigny som tillhör arrondissementet Clermont. År 2022 hade Sains-Morainvillers 286 invånare.

## Befolkningsutveckling
Antalet invånare i kommunen Sains-Morainvillers
| Referens: INSEE |